# 2010年亚洲运动会蒙古代表团
2010年亚洲运动会蒙古代表团共有219名运动员参赛，男运动员153位，女运动员66名。
奖牌榜：
| 名次 | 代表团      | 金牌 | 银牌 | 铜牌 | 总数 |
| ---- | ----------- | ---- | ---- | ---- | ---- |
| 21   | 蒙古（MGL） | 2    | 5    | 9    | 16   |

## 奖牌获得者

### 金牌
1. 格列格扎木茨-纳兰其米格：摔跤 - 女子自由式72公斤级
2. 干卓里格-曼达赫纳兰：摔跤 - 男子自由式60公斤级

### 银牌
1. 额尔德尼索约勒-温德拉木：拳击 - 女子69-75公斤级
2. 奥其尔巴特-纳桑布尔玛：摔跤 - 女子自由式63公斤级
3. 扎尔嘎勒赛汗-楚伦巴特：摔跤 - 男子自由式120公斤级
4. 贡德格玛、蒙赫珠勒、巴亚尔策策格：射击 - 女子25米运动手枪团体
5. 蒙赫巴塔尔-本德玛：柔道 - 女子52公斤以下级

### 铜牌
1. 普尔维-乌苏赫巴特尔：摔跤 - 男子自由式84公斤级
2. 道尔吉万其格-贡布道尔吉：摔跤 - 男子自由式74公斤级
3. 扎尔嘎勒-奥特根扎尔嘎勒：拳击 - 男子69公斤级
4. 包勒德巴特尔-纳达木：武术 - 男子散手75公斤级
5. 巴勒金尼亚木-巴特额尔德尼：柔道 - 女子48公斤以下级
6. 道尔吉戈托布-策伦汗德：柔道 - 女子无差别级
7. 哈德巴特尔-蒙赫巴特尔：柔道 - 男子无差别级
8. 图门-奥德-巴图格斯：柔道 - 女子57公斤以下级
9. 曾德-阿尤希·纳兰扎尔嘎勒：柔道 - 女子70公斤以下级

## 相關
- 蒙古國家奧林匹克委員會